# 2MASS J14090310-3357565
2MASS J14090310-3357565 ist ein L2-Zwerg im Sternbild Zentaur. Er wurde 2008 von J. Davy Kirkpatrick et al. entdeckt.